# ويبستر (فلوريدا)
ويبستر (بالإنجليزية: Webster, Florida)‏ هي مدينة تقع في مقاطعة سومتر (فلوريدا) بولاية فلوريدا في الولايات المتحدة. تبلغ مساحتها (كم²)، وترتفع عن سطح البحر م، بلغ عدد سكانها 819 نسمة في عام 2004 حسب إحصاء مكتب تعداد الولايات المتحدة .